# Asim Vokshi
Asim Vokshi (* 1909 in Yakova, Osmanisches Reich, heute Kosovo; † 4. Oktober 1937 in Spanien) war ein albanischer Widerstands- und Spanienkämpfer.

## Leben
Vokshi war ein Albaner aus Gjakova. Nach der Grundschule in seiner Heimatstadt besuchte er ein Kollegium in Shkodra. Er studierte an einer Militärakademie in Italien. Er gründete eine kommunistische Gruppe unter jungen albanischen Offizieren und publizierte 1937 eine Zeitschrift, von der nur eine Ausgabe erschien. Im Jahr 1935 beteiligte er sich an einem Aufstand gegen den albanischen König Zogu in Fier. In der Folge wurde er verhaftet und zu einer Gefängnisstrafe verurteilt.
Als freiwilliger Kämpfer zog er in den Spanischen Bürgerkrieg und wurde Kompaniekommandant des Garibaldi-Bataillons in der Internationalen Brigade. Er fiel 1937 in Fuentes de Ebro.

## Würdigung

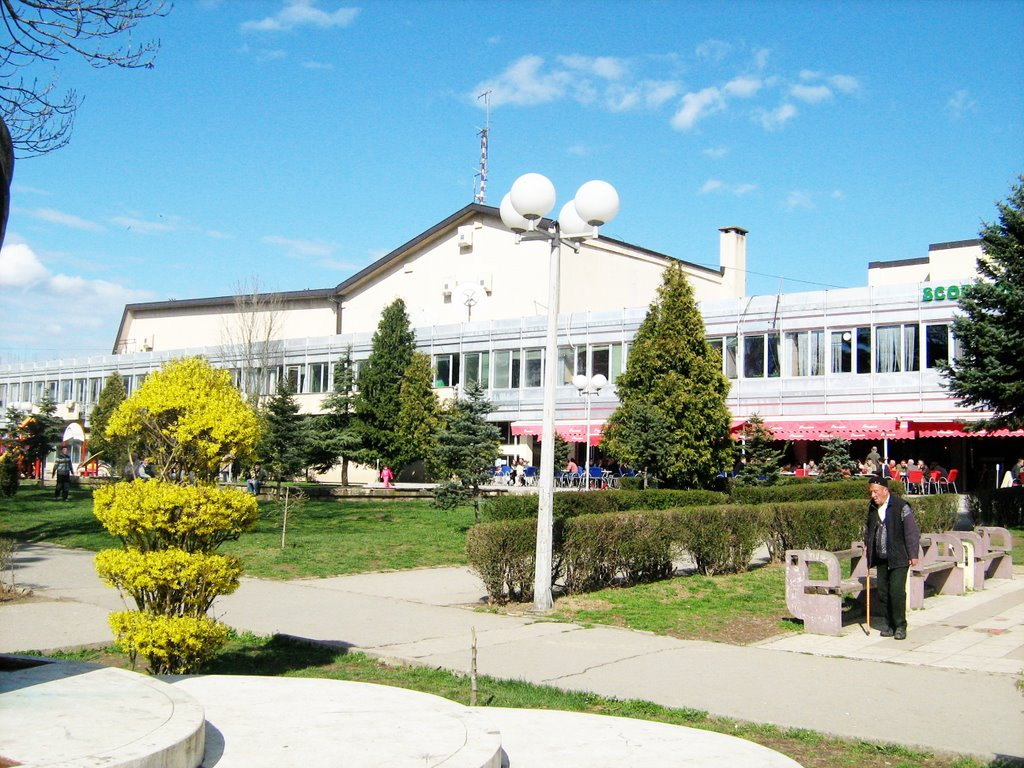
„Kulturpalast Asim Vokshi“ in Gjakova

Asim Vokshi wurde in der Sozialistischen Volksrepublik Albanien als Kommunist und Spanienkämpfer verehrt und als Held des Volkes ausgezeichnet.
Nach ihm sind in Albanien zahlreiche Straßen und Schulen benannt, unter anderem in Tirana eine Straße und das Fremdsprachengymnasium, das mit der Gesamtschule in Taunusstein und einem Gymnasium in Jena Austauschprogramme hatte.
In seiner Geburtsstadt ist das Kulturzentrum nach ihm benannt. Davor steht eine Büste.